# Jordan EJ13
La Jordan EJ13 è una monoposto di Formula 1 prodotta dal team Jordan, che corse il Campionato mondiale di Formula 1 2003. Progettata da Gary Anderson e guidata da Giancarlo Fisichella e Ralph Firman fu l'ultima vettura della scuderia irlandese a cogliere una vittoria in Formula 1.

## Preparazione della stagione
Al termine della stagione 2002 la Jordan perse la fornitura ufficiali dei motori Honda e il suo sponsor principale, ragion per cui la squadra irlandese poté disporre di un budget non superiore ai 70 milioni di dollari. Furono quindi effettuati molti esuberi di tecnici e il progettista Anderson si ritrovò in difficoltà nel costruire la vettura. Alla progettazione parteciparono anche Niccolò Petrucci ed Henri Durand che si occuparono dello sviluppo aerodinamico. Eddie Jordan, inoltre, fece aderire la propria scuderia all'opzione Heathrow nel tentativo di limitare i costi.
Sul fronte dei piloti venne confermato Giancarlo Fisichella, dopo che, nei mesi invernali, il suo nome era stato accostato alla Sauber, mentre Takuma Satō fu sostituito da Ralph Firman, anche grazie all'intercessione dello sponsor principale Benson & Hedges.

## Sviluppo

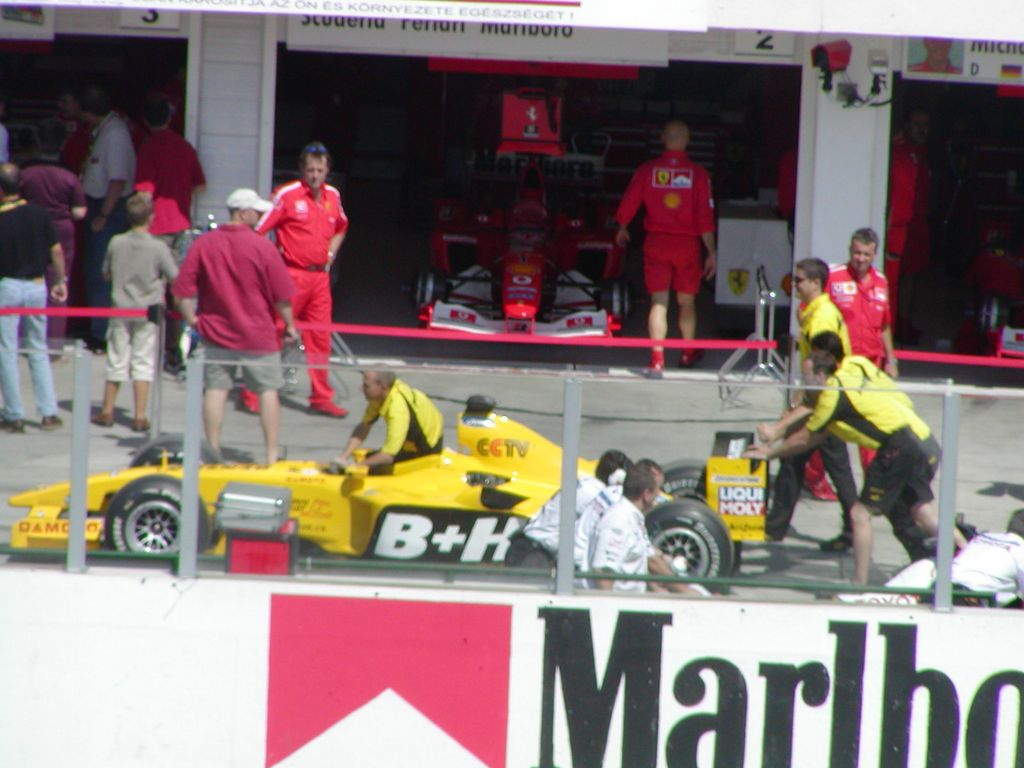
La Jordan EJ13 spinta dai meccanici nei box del Gran Premio d'Ungheria 2003

Progettata da Gary Anderson, la Jordan EJ13 era una vettura abbastanza convenzionale e riprendeva molte delle soluzioni adottate già nel precedente modello. Si trattò, però, di una monoposto estremamente inaffidabile e poco competitiva, se si esclude un acuto in Brasile in condizioni particolari. I problemi maggiori capitarono a Fisichella che fu più volte costretto al ritiro. Inoltre anche nel giro singolo le vetture della scuderia irlandese non fornivano buone prestazioni, con i piloti spesso costretti a schierarsi a metà della griglia di partenza. Anche i motori Ford, rispetto agli Honda utilizzati fino alla stagione precedente, non davano una buona affidabilità.
Perciò la Jordan ritenne che era meglio pensare al 2004 e iniziare a progettare una vettura migliore.

## Carriera agonistica

### I test
Il termine dell'accordo di fornitura dei motori con la Honda mise in seria difficoltà il team irlandese che svolse pochi test prima dell'inizio della stagione. In tutto i due piloti accumularono 4.358 chilometri di prove, la maggior parte dei quali furono percorsi da Fisichella.
Stagione
La scuderia si dimostra in netta difficoltà raccogliendo solo tre piazzamenti a punti, uno con Firman (ottavo in Spagna) e due con Fisichella (settimo in America ma soprattutto autore della quarta e ultima vittoria del team irlandese in Brasile); questo è però un caso isolato dato che la squadra di Eddie Jordan si piazza al nono posto nel campionato costruttori con solo 13 punti totalizzati.

## Risultati F1
| Anno | Vettura | Motore   | Gomme | Piloti      |     |     |     |     |     |     |    |     |    |     |     |     |     |    |     |     |  |  |  | Punti | Pos. |
| ---- | ------- | -------- | ----- | ----------- | --- | --- | --- | --- | --- | --- | -- | --- | -- | --- | --- | --- | --- | -- | --- | --- |  |  |  | ----- | ---- |
| 2003 | EJ13    | Ford RS1 | B     | Fisichella  | 12  | Rit | 1   | 15  | Rit | Rit | 10 | Rit | 12 | Rit | Rit | 13  | Rit | 10 | 7   | Rit |  |  |  | 13    | 9º   |
| 2003 | EJ13    | Ford RS1 | B     | Firman      | Rit | 10  | Rit | Rit | 8   | 11  | 12 | Rit | 11 | 15  | 13  | Rit | SP  |    | Rit | 14  |  |  |  | 13    | 9º   |
| 2003 | EJ13    | Ford RS1 | B     | Baumgartner |     |     |     |     |     |     |    |     |    |     |     | TP  | Rit | 11 |     |     |  |  |  | 13    | 9º   |
| 2003 | EJ13    | Ford RS1 | B     | Wirdheim    |     |     |     |     |     |     |    |     |    |     |     |     |     |    | TP  |     |  |  |  | 13    | 9º   |
| 2003 | EJ13    | Ford RS1 | B     | Motoyama    |     |     |     |     |     |     |    |     |    |     |     |     |     |    |     | TP  |  |  |  | 13    | 9º   |

| Legenda | Grassetto – Pole position Corsivo - Giro più veloce | 1º posto                                         | 2º posto                                      | 3º posto                          | A punti                                           | -Senza punti -Non classificato (NC)         | Ritirato (Rit)                  | Squalificato (SQ)   |
| Legenda | Grassetto – Pole position Corsivo - Giro più veloce | -Non qualificato (NQ) -Non pre-qualificato (NPQ) | Disputa solo le prove (SP) -Terzo pilota (TP) | Non prende parte alle prove (NPR) | -Non partito (NP) Infortunato (INF) -Escluso (ES) | Iscritto ma non presente, non arrivato (NA) | Ritirato prima dell'evento (WD) | Gara cancellata (C) |

* Indica quei piloti che non hanno terminato la gara ma sono ugualmente classificati avendo coperto, come previsto dal regolamento, almeno il 90% della gara totale.